# インドネシアの国防大臣一覧
本項では、インドネシアの国防大臣（Menteri Pertahanan）を一覧する。国防大臣は、インドネシアの国防省を所管する大臣である。 最初の国防大臣はスプリヤディで1945年8月19日就任。最も直近に選出された国防大臣はシャフリ・シャムスディンで2020年12月23日就任。最も長い期間、大臣職を務めた国防大臣はマラデン・パンガベアンで、1971年9月9日から1978年3月29日まで約7年間務めた。最も短い期間、大臣職を務めた国防大臣はアグム・グメラルで、2001年7月20日から7月23日までの僅か3日務めた。

## 国防大臣一覧
社会党
  インドネシア国民党
  パリンドラ
  進歩統一
  ナフダトゥル・ウラマー
  マシュミ
  インドネシア共和国国軍
  ゴルカル
  民族覚醒党
  グリンドラ党
  無所属
| 職名 | 氏名                             | 画像 | 出身等                 | 任期 | 内閣 |
| ---- | -------------------------------- | ---- | ---------------------- | --- | --- |
| 1    | スプリヤディ                     |      | 無所属                 | 1945年8月19日 ‐ 1945年10月20日 | 大統領内閣 |
| —    | スリヨアディクスモ               |      | 無所属                 | 1945年10月20日 ‐ 1945年11月14日 | 大統領内閣 |
| 2    | アミル・シャリフディン           |      | 社会党                 | 1945年11月14日 ‐ 1946年3月12日1946年3月12日 ‐ 1946年10月2日1946年10月2日 ‐ 1947年6月26日1947年7月3日 ‐ 1947年11月11日1947年11月11日 ‐ 1948年1月23日 | 第1次シャフリル内閣第2次シャフリル内閣第3次シャフリル内閣第1次アミル・シャリフディン内閣第2次アミル・シャリフディン内閣 |
| —    | モハマッド・ハッタ               |      | 無所属                 | 1948年1月29日 ‐ 1948年7月15日 | 第1次ハッタ内閣 |
| 3    | ハメンクブウォノ9世              |      | 無所属                 | 1948年7月15日 ‐ 1949年8月4日 | 第1次ハッタ内閣 |
| —    | シャフルディン・プラウィラネガラ |      | 無所属                 | 1948年12月19日 ‐ 1949年7月13日 | シャフルディン緊急内閣                                                                                                  |
| (3)  | ハメンクブウォノ9世              |      | 無所属                 | 1949年8月9日 ‐ 1949年12月20日1949年12月20日 ‐ 1950年6月6日                                                                                          | 第2次ハッタ内閣インドネシア連邦共和国内閣                                                                               |
| 4    | アブドゥル・ハリム               |      | 無所属                 | 1950年6月6日 ‐ 1950年12月17日 | ナシール内閣 |
| —    | モハマッド・ナシール             |      | インドネシア国民党     | 1950年12月17日 ‐ 1951年4月27日 | ナシール内閣 |
| 5    | ラデン・マス・スワカ             |      | パリンドラ             | 1951年5月9日 ‐ 1952年4月3日 | スキマン内閣 |
| (3)  | ハメンクブウォノ9世              |      | 無所属                 | 1952年4月3日 ‐ 1953年6月2日 | ウィロポ内閣 |
| 6    | ウィロポ                         |      | インドネシア国民党     | 1953年6月2日 ‐ 1953年7月30日 | ウィロポ内閣 |
| 7    | イワ・クスマスマントリ           |      | 進歩統一               | 1953年7月30日 ‐ 1955年7月13日 | 第1次アリ・サストロアミジョヨ内閣                                                                                       |
| —    | ザイヌル・アリフィン             |      | ナフダトゥル・ウラマー | 1955年7月13日 ‐ 1955年8月12日 | 第1次アリ・サストロアミジョヨ内閣                                                                                       |
| 8    | ブルハヌディン・ハラハップ       |      | マシュミ               | 1955年8月12日 ‐ 1956年3月24日 | ブルハヌディン・ハラハップ内閣                                                                                          |
| 9    | アリ・サストロアミジョヨ         |      | インドネシア国民党     | 1956年3月24日 ‐ 1957年4月9日 | 第2次アリ・サストロアミジョヨ内閣                                                                                       |
| 10   | ジュアンダ・カルタウィジャヤ     |      | 無所属                 | 1957年4月9日 ‐ 1959年7月10日 | ジュアンダ内閣 |
| 11   | アブドゥル・ハリス・ナスティオン |      | インドネシア共和国国軍 | 1959年7月10日 ‐ 1960年2月18日1960年2月18日 ‐ 1962年3月6日1962年3月6日 ‐ 1963年11月13日1963年11月13日 ‐ 1964年8月27日1964年8月27日 ‐ 1966年2月24日   | 第1次勤労内閣第2次勤労内閣第3次勤労内閣第4次勤労内閣第1次ドウィコラ内閣                                                 |
| 12   | サルビニ・マルトディハルジョ     |      | インドネシア共和国国軍 | 1966年2月24日 ‐ 1966年3月28日 | 第2次ドウィコラ内閣 |
| 13   | スハルト                         |      | インドネシア共和国国軍 | 1966年3月28日 ‐ 1966年7月25日1966年7月25日 ‐ 1967年10月17日1967年10月17日 ‐ 1968年6月6日1968年6月6日 ‐ 1971年9月9日                                 | 第3次ドウィコラ内閣第1次アンペラ内閣第2次アンペラ内閣第1次開発内閣                                                      |
| 14   | マラデン・パンガベアン           |      | インドネシア共和国国軍 | 1971年9月9日 ‐ 1973年3月28日1973年3月28日 ‐ 1978年3月29日                                                                                           | 第1次開発内閣第2次開発内閣                                                                                              |
| 15   | モハマッド・ユスフ               |      | ゴルカル               | 1978年3月31日 ‐ 1983年3月19日 | 第3次開発内閣 |
| 16   | ポニマン                         |      | ゴルカル               | 1983年3月19日 ‐ 1988年3月21日 | 第4次開発内閣 |
| 17   | ベニー・ムルダニ                 |      | ゴルカル               | 1988年3月21日 ‐ 1993年3月17日 | 第5次開発内閣 |
| 18   | エディ・スドラジャット           |      | ゴルカル               | 1993年3月17日 ‐ 1998年3月14日 | 第6次開発内閣 |
| 19   | ウィラント                       |      | ゴルカル               | 1998年3月14日 ‐ 1998年5月21日1998年5月23日 ‐ 1999年10月20日                                                                                         | 第7次開発内閣開発改革内閣                                                                                               |
| 20   | ジュウォノ・スダルソノ           |      | 無所属                 | 1999年10月29日 ‐ 2000年8月26日 | 国家統一内閣 |
| 21   | モハマッド・マフッド             |      | 無所属                 | 2000年8月26日 ‐ 2001年7月20日 | 国家統一内閣 |
| 22   | アグム・グメラル                 |      | 無所属                 | 2001年7月20日 ‐ 2001年7月23日 | 国家統一内閣 |
| 23   | マトリ・アブドゥル・ジャリル     |      | 民族覚醒党             | 2001年8月10日 ‐ 2004年10月20日 | 相互扶助内閣 |
| (20) | ジュウォノ・スダルソノ           |      | 無所属                 | 2004年10月21日 ‐ 2009年10月20日 | 第1次インドネシア統一内閣                                                                                               |
| 24   | プルノモ・ユスギアントロ         |      | 無所属                 | 2009年10月22日 ‐ 2014年10月20日 | 第2次インドネシア統一内閣                                                                                               |
| 25   | リヤミザルド・リヤクドゥ         |      | 無所属                 | 2014年10月27日 ‐ 2019年10月20日 | 勤労内閣 |
| 26   | プラボウォ・スビアント           |      | グリンドラ党           | 2019年10月23日 ‐ 2024年10月20日 | インドネシア前進内閣 |
| 27   | シャフリ・シャムスディン         |      | 無所属                 | 2024年10月21日 ‐ | メラプティ内閣 |